# تجمع خريدة (الشحر)

تعديل مصدري - تعديل

تجمع خريدة هي إحدى قرى عزلة الشحر بمديرية الشحر التابعة لمحافظة حضرموت، بلغ تعداد سكانها 367 نسمة حسب تعداد اليمن لعام 2004.